# Буров, Иван Михайлович
Иван Михайлович Буров (18 сентября 1920, д. Кочино, Новоторжский уезд, Тверская губерния, Российская империя — 23 июля 1998, Москва, Россия) — советский государственный и партийный деятель. Первый секретарь Павлодарского обкома КП Казахстана (1965—1975).

## Биография
Родился в деревне Кочино Тверской губернии в 1920 году. Член ВКП(б) с 1944 года.
С 1941 года — на общественной и политической работе. В 1941—1983 гг. — техник, инженер-конструктор, начальник конструкторской группы Куйбышевского авиационного завода, преподаватель Куйбышевского авиационного института, секретарь Куйбышевского городского, областного комитета ВЛКСМ, 1-й секретарь Куйбышевского областного комитета ВЛКСМ, заместитель заведующего Отделом, заведующий Отделом Куйбышевского областного комитета ВКП(б), 2-й секретарь Куйбышевского областного комитета КПСС, 2-й секретарь Целинного краевого комитета КП Казахстана, 1-й секретарь Павлодарского областного комитета КП Казахстана, заместитель министра авиационной промышленности СССР.
Избирался депутатом Верховного Совета СССР 7-го, 8-го, 9-го созывов, Верховного Совета РСФСР 5-го созыва.
Умер в 1998 году в Москве. Похоронен в Москве, на Троекуровском кладбище, участок 11.